# Иванець, Александр Александрович
Александр Александрович Иванець (род. 26 ноября 1987 года) — российский пловец в ластах, заслуженный мастер спорта России.

## Карьера
Трёхкратный чемпион мира, неоднократный победитель и призёр чемпионатов мира, Европы и России.
Тренируется у А. Салмина.
Спортсмен-инструктор отделения подводного спорта Новосибирского Центра ВСМ.